# 沼澤側頸龜
沼澤側頸龜屬是非洲側頸龜科的一種龜，其所屬的側頸龜屬（Pelomedusa）是一個單種屬。體型小，大多數小於20厘米，但一個已記錄的背甲長度為32.5厘米。

## 概况

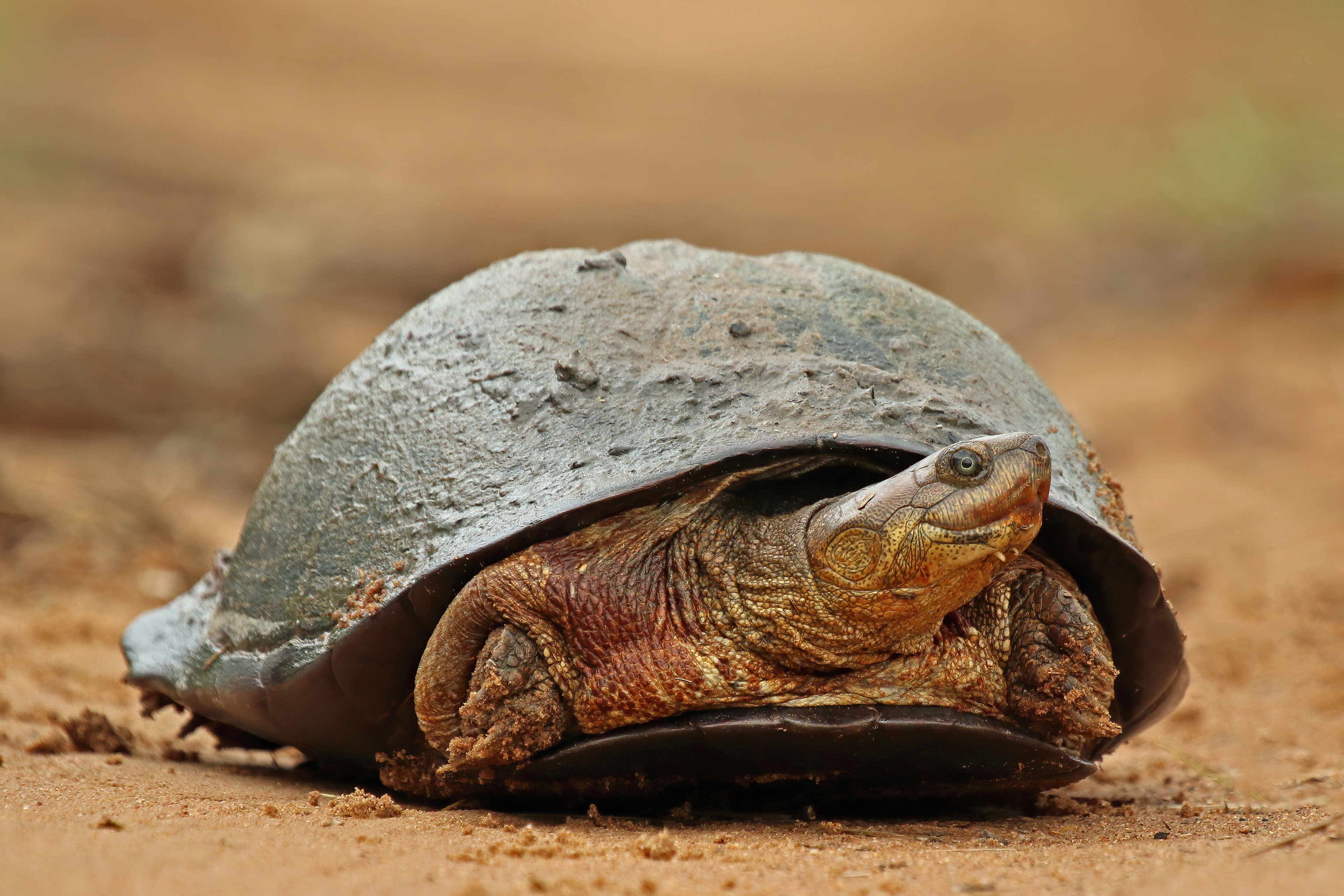
沼泽侧颈龟（Pelomedusa subrufa），摄于南非菲逹野生动物保护区。

沼泽龟通常是一种相当小的龟类，大多数个体长度不到20厘米，但已记录到一只长32.5厘米的个体。它有黑色或棕色的甲壳。尾部和四肢的顶部为灰棕色，而底部为黄色。
雄性龟的长而粗的尾巴是其显著特征。雌性龟往往有较短的尾巴和较宽的甲壳。新孵化的幼龟甲壳长度约为3厘米，颜色为橄榄色到黑色。它还在下巴下面有两个小结节和甲壳侧面有肛门腺。
独特的是，侧颈龟属没有铰链的腹甲（下壳）。然而，非洲侧颈龟科中的所有其他物种都具有这个特征，它们可以使用肌肉将腹甲关闭到甲壳，以覆盖头部和前肢。与许多龟类不同，非洲头盔龟能够在发现自己倒置时，通过使劲摆动其长而肌肉发达的脖子来自我翻转。
最近的基因研究表明，侧颈龟属包括至少10种不同的物种，而不仅仅是以前认为的一种。过去，种群之间的物理差异并不被认为足以区分出多个物种。

## 飲食
沼澤側頸龜是雜食性的，幾乎所有東西也吃，飲食中的主要項目是昆蟲，小型甲殼類動物，魚類，蚯蚓和蝸牛。它可能也吃腐肉。已經觀察到他們會捕捉更大獵物，如鴿子。

## 生境和分佈
沼澤側頸龜分佈涵蓋大部分非洲，加納至開普敦以西也可發現牠們。他們也被發現在馬達加斯加和也門。他們是半水棲動物，生活在河流，湖泊，沼澤，他們也佔據臨時水坑。